# Велика Саровка
Велика Саро́вка (рос. Большая Саровка) — селище у складі Колпашевського району Томської області, Росія. Адміністративний центр Саровського сільського поселення.

## Населення
Населення — 772 особи (2010; 862 у 2002).
Національний склад (станом на 2002 рік):
- росіяни — 90 %